# 石曽根新八
石曽根 新八（いしぞね しんぱち、1946年 - ）は、日本の医師。長野県立こども病院元院長。

## 来歴
1946年（昭和21年）長野県生まれ。
1964年（昭和39年）長野県松本県ヶ丘高等学校卒業
。
1971年（昭和46年）信州大学医学部卒業
。
1993年（平成5年）開設当初の長野県立こども病院（安曇野市）へ、外科部長として赴任。
副院長を経て、2002年（平成14年）から2006年（平成18年）3月まで院長を務めた。
現在、丸の内病院理事長
。

## 人物
電池が切れるまで
石曾根が院長を務めていた2004年（平成16年）当時、長野県立こども病院の院内学級をモデルにしたテレビ朝日系木曜ドラマ、
「電池が切れるまで －子ども病院からのメッセージ－」
（原作　宮越由貴奈）が、同年4月22日から6月24日にかけて放映された。
ドラマは院内学級を舞台に病気と闘う子供達と教師、看護師、医師達の人間関係が描かれている
。
長野県立こども病院退職の経緯
2006年（平成18年）、当時の長野県知事田中康夫は県議会の議案説明で、同病院で小児高度専門医療だけでなく一般的な小児科、
産科診療も受け入れる意向を表明し、「首脳部の一新」を示唆。
これに対し、より高度な小児専門病院を目指していた石曽根は、
「院長の任命権者は知事。知事が新しい人にすると決めた以上、辞めざるを得ない」

として、2006年（平成18年）3月に退職している。同年8月、田中知事もまた長野県知事選に破れその座を去っている。

## 所属学会
- 日本小児外科学会
- 日本臨床外科学会
- 日本プライマリ・ケア連合学会
- 人間ドック学会